# Piceno Suburbicario
La provincia de Piceno Suburbicario (Picenum suburbicarium) fue una división administrativa del Imperio romano utilizada durante su periodo conocido como «Bajo Imperio». Formaba parte de la diócesis de Italia Suburbicaria.

## Las provincias del Bajo Imperio romano
Durante la tetrarquía de Diocleciano se realizó una profunda reorganización de la Administración imperial en la que uno de los aspectos más destacados fue la creación de un buen número de provincias mediante la división de las existentes. Las provincias formaban la base de la pirámide administrativa. En niveles superiores se situaban las diócesis (que agrupaban varias provincias), las prefecturas del pretorio (que agrupaban varias diócesis) y finalmente, el Imperio que se dividía en prefecturas.
Eran dirigidas por un gobernador cuyas funciones abarcaban todos los ámbitos excepto el militar: mantenían la ley y el orden, ejecutaban las órdenes de los ámbitos administrativos superiores, administraban la justicia en primera instancia, recaudaban los impuestos y otros ingresos imperiales o del emperador y estaban al cargo del servicio postal así como del mantenimiento de los edificios públicos.

## Historia
Tiene un origen relativamente tardío. Fue creada en algún momento de la segunda mitad del siglo IV al separar una parte de Flaminia y Piceno que se convirtió en una nueva provincia y fue agrupada dentro de la diócesis de Italia Suburbicaria.
Al no ser una provincia fronteriza, se vio libre de ataques y pillajes por parte de los pueblos bárbaros hasta el año 408 cuando Alarico invadió Italia por segunda vez. Durante esta guerra sufrió bastantes saqueos y devastaciones quedando en un estado tan lastimoso que en 412 se le redujeron sus impuestos a la quinta parte durante cinco años y en 418 a la séptima parte.

## Características
Se trataba de una pequeña provincia cuyos límites administrativos eran: Flaminia y Piceno al norte, Tuscia y Umbría y Valeria Suburbicaria al oeste, Samnio al sur y el mar Adriático al este. Presentaba dos áreas geográficas: la vertiente oriental de los Apeninos, por un lado y la franja costera del Adriático por otro. Sus principales ciudades eran: Asculum, la capital provincial, Acona, Firmum y Hadria.
Dentro de la red viaria que discurría por la provincia destacaban la calzada que discurría junto a la costa y la Vía Salaria que unía esta con Roma.